# Museu da Velha Uppsala
O Museu da Velha Uppsala ou Velha Upsália – em sueco: Gamla Uppsala museum - é um museu histórico em Velha Uppsala, na cidade sueca de Uppsala, na província histórica da Uppland.
O edifício foi desenhado pelo arquiteto Carl Nyrén, e inaugurado em 2000 com o nome de ”Centro Histórico de Velha Uppsala”.  
O museu é dirigido e tutelado pela Autoridade Nacional da Herança Cultural (Riksantivarieämbetet). Tem uma área de 1 200 m², dos quais 750m² dedicados a exposições. Tem uma forma oval, com 22 m de comprimento e 14 m de largura. A fachada exterior é constituída por pranchas de carvalho 

## Galeria

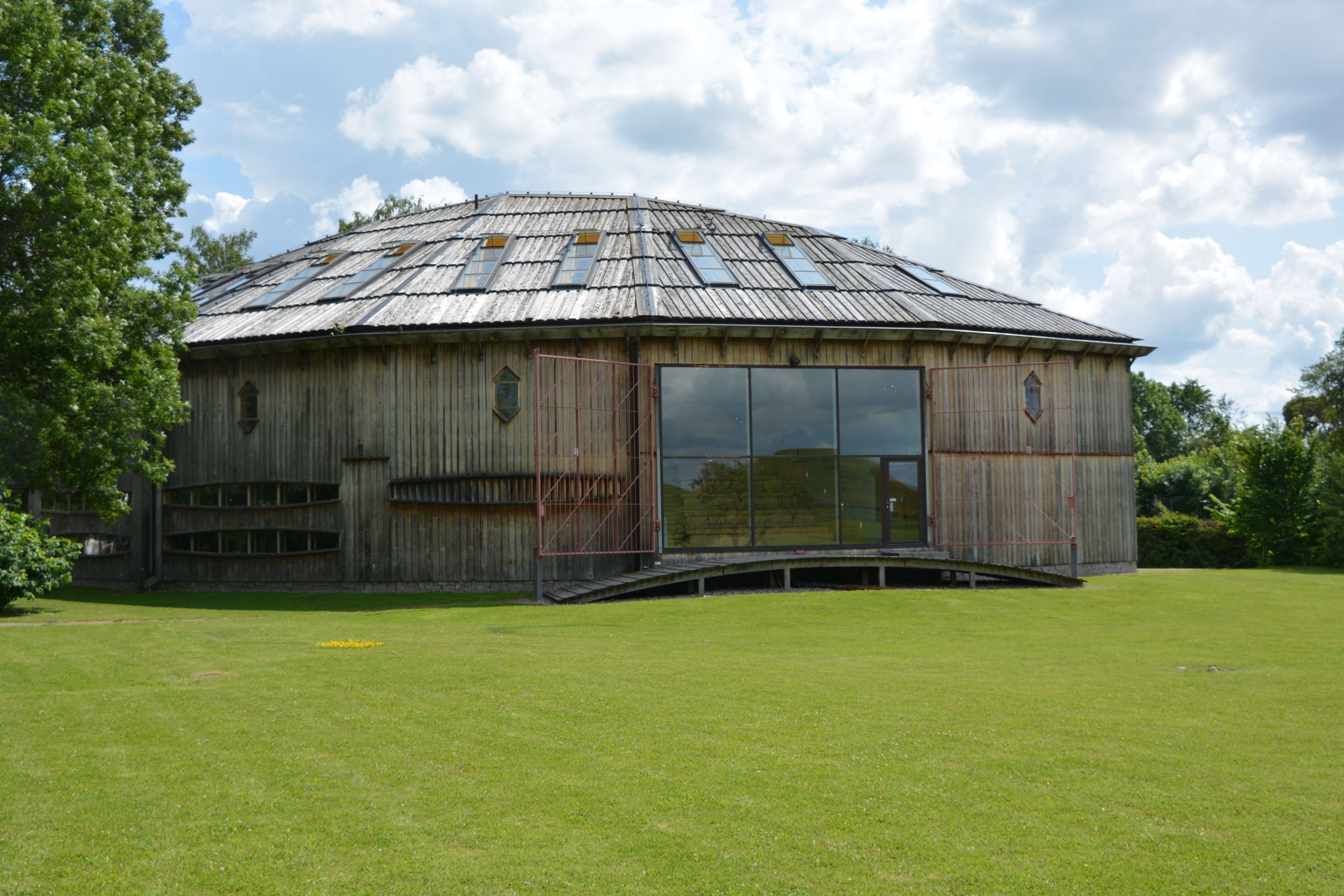
O Museu da Velha Uppsala
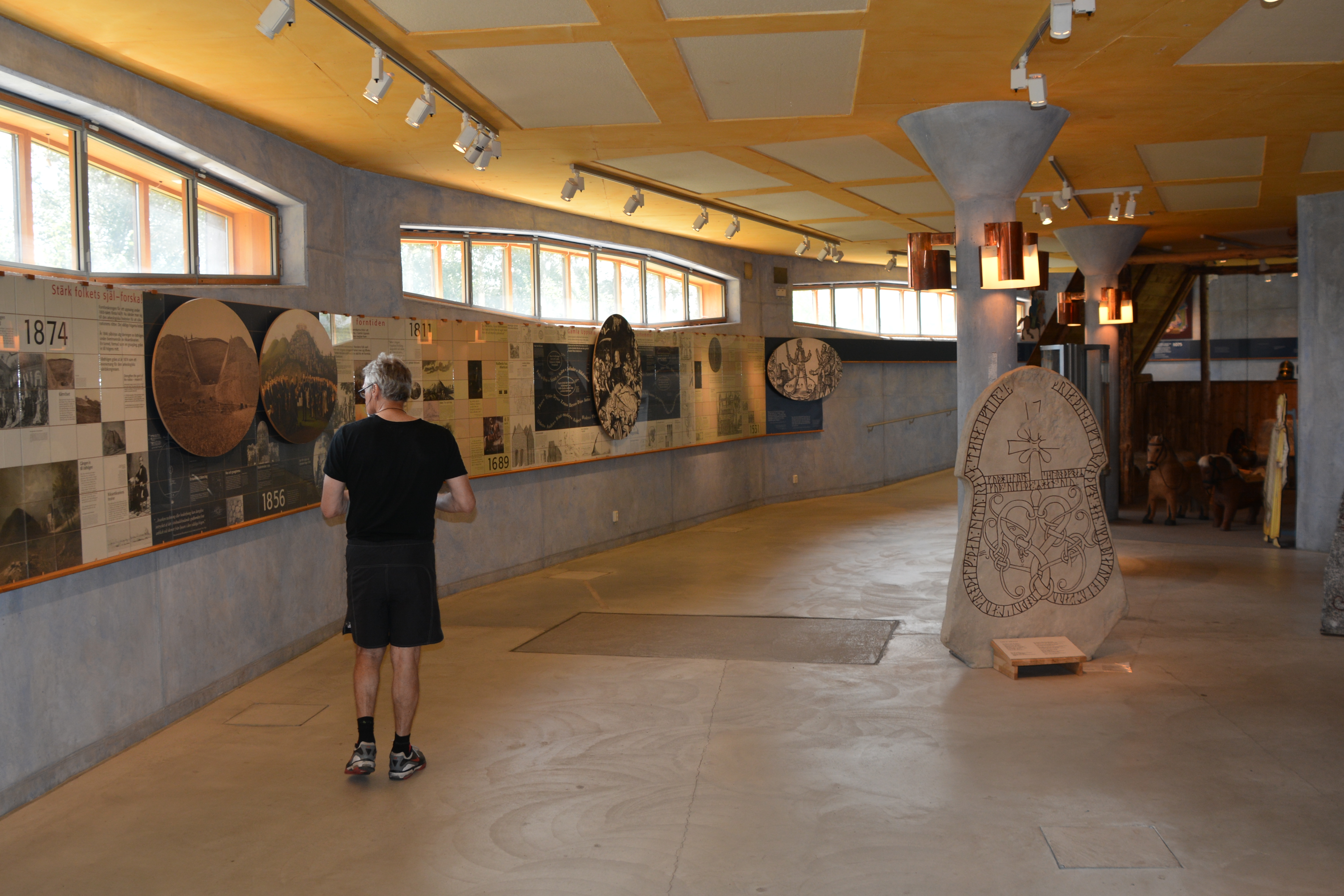
Interior do primeiro piso
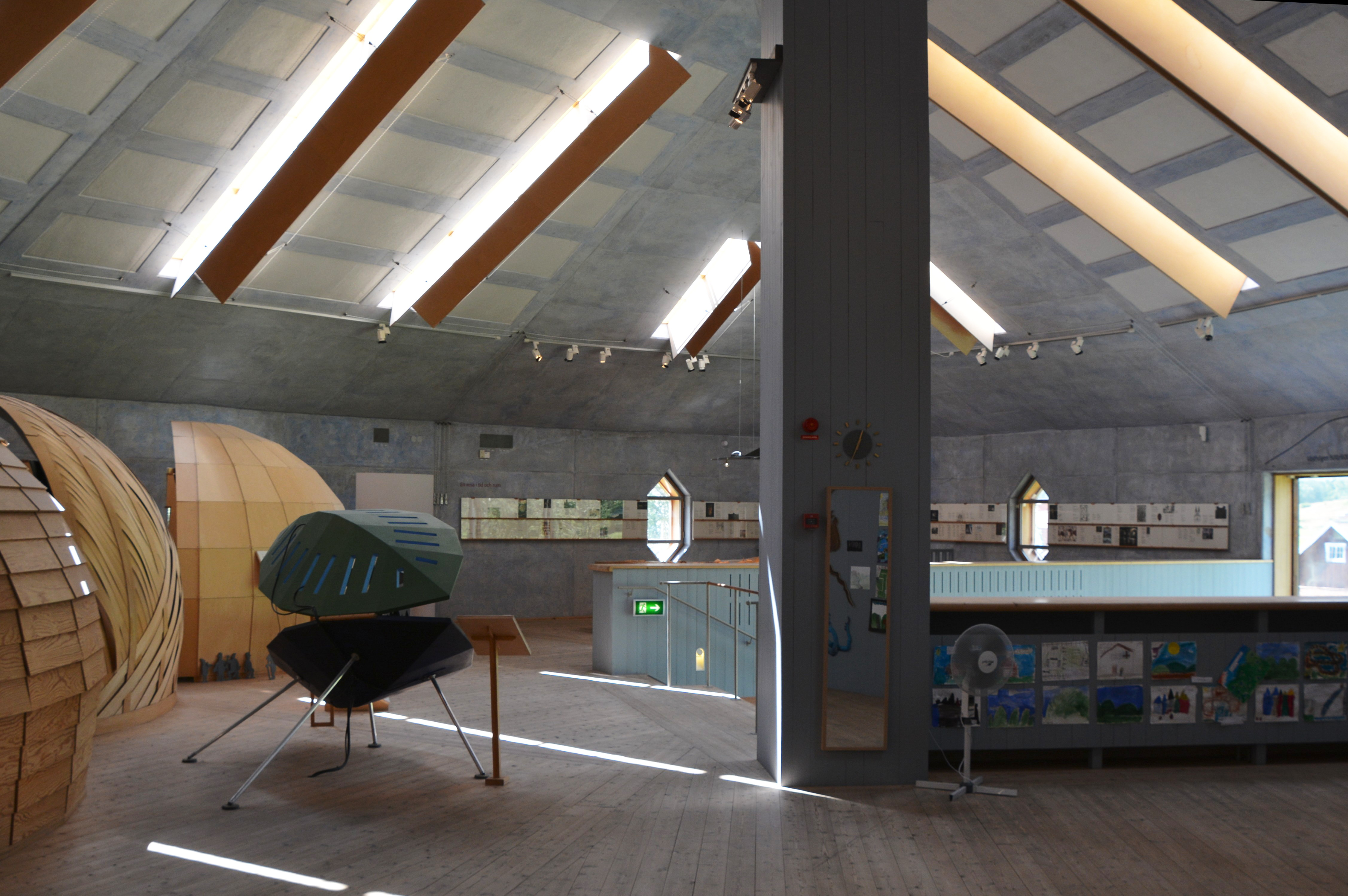
Interior do segundo piso
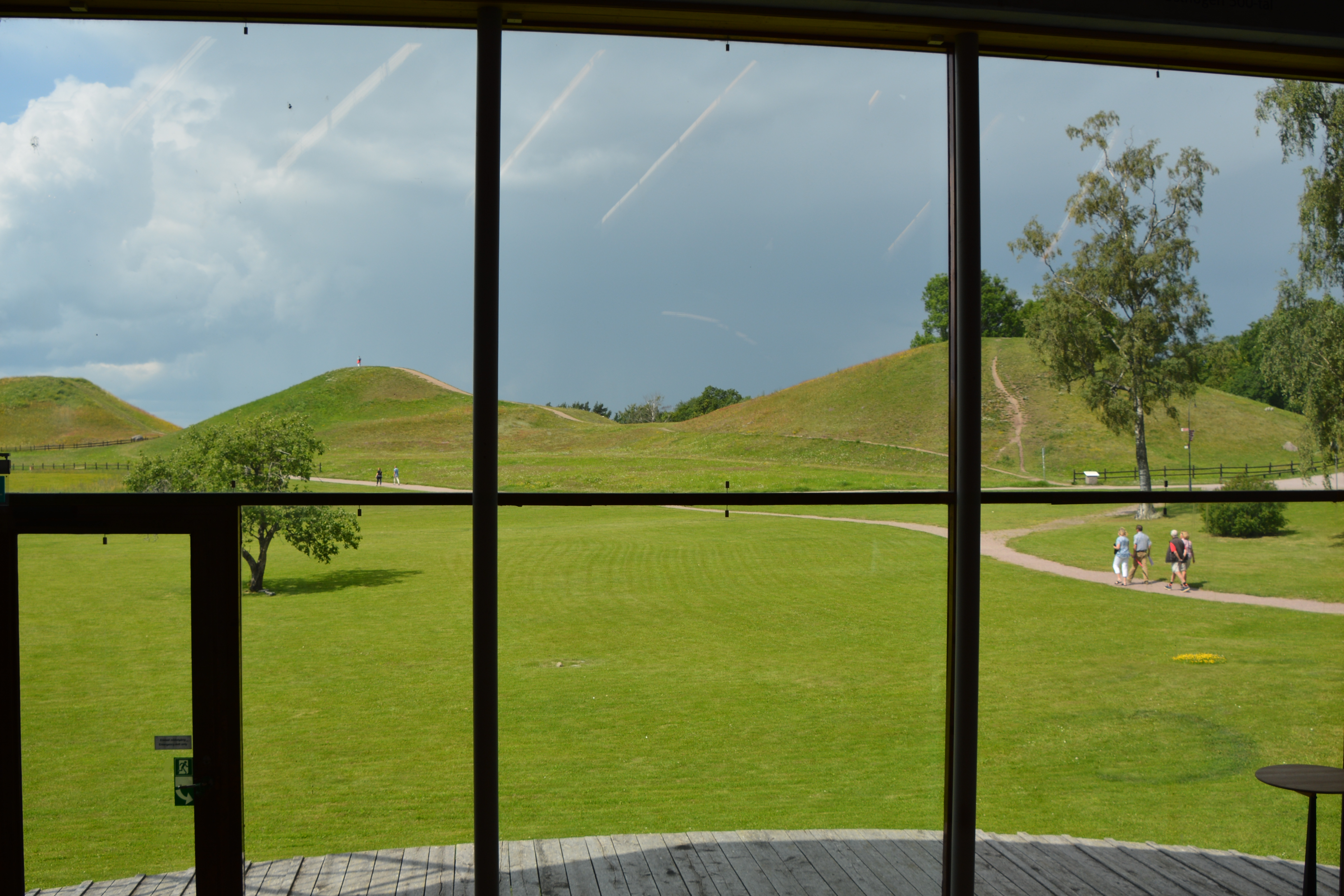
Os três Montes de Uppsala visto do museu

## Património do museu

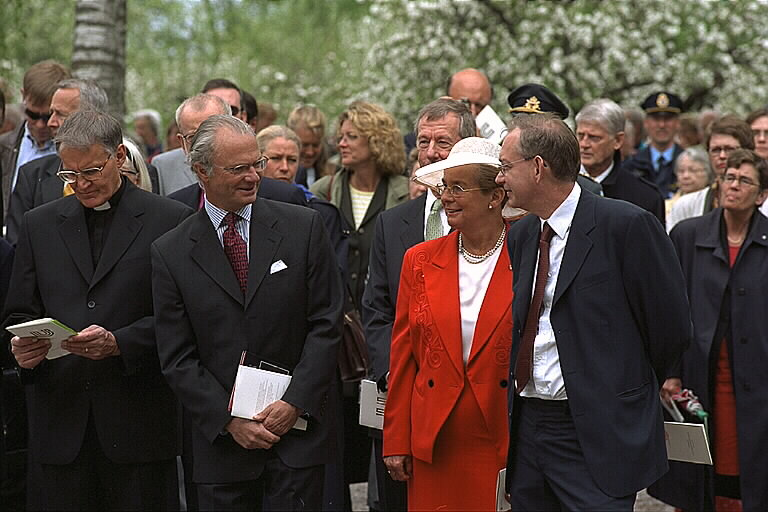
Gamalla Upsala

O museu está vocacionado para tentar esclarecer a realidade e o mito sobre a Velha Uppsala e sobre os Montes de Uppsala